# 주찬권
주찬권(1955년 3월 18일 ~ 2013년 10월 20일)은 대한민국의 포크 록 밴드 들국화의 드러머이다.

## 활동
1973년 미8군 무대에서 활동을 시작한 주찬권은 1974년 '뉴스 보이스', 1978년 '믿음 소망 사랑', 1983년 '신중현과 세 나그네'에서 활약했다. 전인권과 최성원이 주축이던 들국화의 1985년 1집 《행진》에 세션으로 참여한 뒤 1986년 '제발'을 앞세운 2집 《너랑 나랑》 때부터 본격적인 멤버로 합류했다. 1989년 해체한 뒤 1995년 전인권이 새로운 멤버들을 이끌고 들국화의 이름으로 3집 《우리》를 내놓았으나 큰 반향을 얻지는 못했다. 세 명은 16년 만인 2012년 들국화로 다시 뭉쳤다. 주찬권이 두 사람에게 꾸준히 재결합을 제안, 성사됐다. 지난 8월 인천 펜타포트 록 페스티벌에서 헤드라이너로 나서 신곡을 발표했던 이들은 2013년 하반기 발매를 목표로 들국화의 새 앨범을 작업 중이었다. 원년 멤버 셋이 전원 참여하는 것은 《너랑 나랑》 이후 27년 만이다. 

### 솔로
들국화 초기 활동 당시 드러머로서 다른 멤버들에게 다소 가려져 있던 주찬권은 솔로 앨범을 통해 프로듀서뿐 아니라 보컬로서도 존재감을 드러냈다. 1988년 솔로 1집 '주찬권'을 시작으로 2012년 6집 '우리 여기'까지 총 6장의 솔로 앨범을 내놓았다. 2010년에는 '신촌블루스' 기타리스트 엄인호(61), '사랑과 평화' 보컬 겸 기타리스트 최이철(60)과 함께 프로젝트 밴드 '슈퍼 세션'을 결성하는 등 50대 중후반의 나이에도 새로운 프로젝트를 찾아나서며 음악의 가능성을 탐색했다.
라이브 밴드 멤버로 활동했던 내역은 다음과 같다:
1991년 조하문 용평 라이브 밴드 멤버
1994년 조하문 대학로 라이브 밴드 멤버
1995년 최성원 라이브 밴드 멤버

## 죽음
2013년 10월 20일 오후 5시경 갑자기 쓰러져 병원으로 옮겨졌으나 결국 59세의 나이로 세상을 떠나고 말았다. 사인은 심장마비로 인한 돌연사이다. 유족의 뜻에 따라 부검은 하지 않는다. 고인은 이날 오전 두 딸 등 유가족이 지켜보는 가운데 입관됐다. 발인은 22일 오전 11시20분이며, 장지는 경기 광주 분당 스카이캐슬 추모공원이다.

## 같이 보기
- 전인권
- 최성원
- 조하문
- 최구희
- 김현식
- 유재하
- 김장훈
- 권진원